# Мона Лиза
Мона Лиза или Ђоконда (итал. Monna Lisa, La Gioconda, фр. La Joconde) је чувено ремек-дело ренесансног сликара Леонарда да Винчија. Израђена је уљаном техником на дрвеној плочи од тополе. Представља портрет младе фирентинске даме, Лизе дел Ђокондо.
Данас је портрет Мона Лизе изложен у Музеју Лувр, у Паризу.

## Историја
Леонардо је пре смрти продао ову слику краљу Франсои I, који ју је изложио у дворцу Амбоаз. Касније је слика пресељена у дворац Фонтенбло, а најзад у Версај, у збирку Луја XIV.
После Француске револуције слика је премештена у Лувр. Наполеон Бонапарта ју је изложио у својој спаваћој соби, али после његовог пораза, слика је враћена у Лувр.
Винћенцо Перуђа је 21. августа 1911. украо ову слику из Лувра и изнео је сакривену испод мантила. Намера му је била да Мона Лизу врати „кући“, у Италију. Скривао ју је у зиду своје собе. Ова крађа је изазвала велики скандал у Паризу, а француска влада је отпустила директора музеја. На месту где је излагана Мона Лиза, музеј је излагао дела инспирисана Леонардовим ремек-делом.
Перуђа је 1913. године покушао да прода Мона Лизу у Фиренци. У пратећем писму је навео да намерава да врати ову слику у Италију, а да за своје трошкове очекује 500.000 лира накнаде. Када је полиција запленила ову слику, део јавности је захтевао да она остане у Италији, док је влада била за повраћај слике музеју Лувр. После излагања у Риму, Милану и Фиренци, Мона Лиза је уз велику помпу враћена у Француску. Перуђа је добио благу казну од седам месеци затвора, позната слика је овом афером постала још познатија.
Након избијања Другог светског рата, кустоси Лувра су сакрили Мона Лизу 1940. године бојећи се да би је немачки нацисти могли присвојити за музеј који је Херман Геринг планирао да отворе у Линцу. Слика је поново јавно изложена тек октобра 1947. године.
Два пута су вандали напали ово уметничко дело 1956. године. Први пут је киселина тешко оштетила доњи део слике. Другом приликом нападач је каменом разбио заштитно стакло и оштетио мали фрагмент Мона Лизе. Од тог доба слика је заштићена иза специјалног блиндираног стакла.
Мона Лиза је излагана у САД 1963. у Вашингтону и Њујорку. То је био резултат залагања Жаклине Кенеди, супруге председника САД, пореклом Францускиње, код француске владе. Овај портрет је тада видело око 1,6 милиона људи.
Десет година касније, слика је излагана у Токију и у Москви.
У Швајцарској је 2012. године представљена слика за коју се тврди да је првобитна верзија Мона Лизе.

## Лик Мона Лизе
Још од Ђорђа Вазарија, савременика и аутора биографија уметника из 16. века, тврди се да је ово портрет Лизе дел Ђокондо. Сам портрет није ни датиран ни потписан.
Вазари тврди да је Леонардо у годинама 1500–1506, по свом повратку у Фиренцу, насликао портрет Лизе дел Ђокондо, треће супруге фирентинског трговца свилом, Франческа дел Ђоконда. Такође, тврди да Леонардо овај портрет није завршио ни после 4 године рада, те је и данас недовршена. Самим тим, Леонардо није дао ову слику наручиоцу, Франческу дел Ђоконду, већ ју је задржао.
Вазари помиње име Мона Лиза (Мона - скраћено од Мадона, у значењу „жена“).
Временом су се појавиле нове теорије које су тврдиле да је у лику Мона Лизе представљена нека друга жена тог доба (Изабела од Арагона и Напуља, Ћећилија Галерани...), безимена идеализована жена, Леонардова мајка, па можда и сам лик Леонарда.
Дилеме о идентитету Мона Лизе су окончане 14. јануара 2008, када је тим истраживача са Универзитета у Хајделбергу објавио откриће датираних белешки на маргинама књиге из октобра 1503. које потврђују првобитну претпоставку, да је Лиза де Ђокондо била Леонардов модел.
- Очи Мона Лизе
- Уста (осмех) Мона Лизе
- Руке Мона Лизе
- Компарација лика Мона Лизе и да Винчијевог аутопортрета.

## Опис
Димензије слике су 76,8 × 53 cm, и на основу тога се убраја у слике малих димензија. Настала је у периоду од 1503. до лета 1505.
Леонардо је употребио пирамидални распоред елемената који слици даје осећај спокојства. Њене груди, врат, лице и руке су обасјане светлошћу истог интензитета. Мона Лиза седи усправљена са положеним рукама и отуда је резервисана према посматрачу. Њен поглед оставља илузију неме комуникације. Општи утисак је да је приказана мистериозна идеализована жена, блиска и далека у исто време.
Као и у многим својим другим делима, Леонардо је и на овом портрету применио технику сфумата, како у позадини, тако и у детаљима лица. На тај начин облици постају замагљени. Леонардо је Мона Лизу сликао из две различите перспективе, једне за позадину, а друге за фигуру. Ово не постаје одмах очигледно за посматрача и представља ефекат изненађења.
Мона Лиза је један од првих портрета који лик приказује у имагинарном пејзажу. Модел се вероватно налази на тераси. У магловитом пејзажу се види кривудави пут, мост и планине.
Леонардо је за сликање руку и лица користио боје различитог хемијског састава. Боја руку се временом боље одржала, док су боје лица изгубиле колорит, а њихове нијансе постале готово сасвим валерске.
На први поглед, Мона Лиза нема обрве. Сматрало се да би то могао бити део идеала лепоте ренесансне жене. Анализе самог платна откриле су да су обрве сликане, али су временом избледеле.
У очима Мона Лизе су такође уочени сакривени симболи.

## Критика и интерпретације
Критичари уметности неретко дају погрешне интерпретације уметничких дела, пошто се највећи број њих никада није опробао у некој уметности. Стога и многе њихове интерпретације и анализе не морају одговарати стварности. У случају Мона Лизе, коју је Леонардо чувао са собом и дорађивао откад је почео рад на њој па до краја живота, се највероватније може рећи да сажима сва његова открића у сликарству. Засигурно није реч о делу које је требало предати његовом наручиоцу, већ о једном експерименталном делу које је инспирисано у неком портрету који му је био наручен, али које је највећим делом створено из маште. Такозвани „загонетни осмех” Мона Лизе је врло могуће инспирисан сличном осмеху из архајског грчког вајарства које је Леонарду морало бити познато са археолошких ископавања етрурских статуа систематски рађених у доба ренесансе, а који су га копирали од Грка. Такође је чињеница и доказано различитим анализама конзерватора да су многоструки рестаураторски захвати начињени током дугог периода од њеног настанака, учинили да неки слојеви лазура (танки слојеви боје којима су сликари ренесансе довршавали своја дела) потпуно нестану са површине слике. То може бити случај са обрвама портрета које су практично непостојеће.
Музеј Лувр је у својим публикацијама такође често доприносио стварању легенди о мистичности Мона Лизе, како би што више посетилаца дошло да је види. То је свакако усложавало посао историчарима уметности који као научници теже што је више могуће објективнијој анализи сваког уметничког дела.